# Steineria polychaeta
Steineria polychaeta is een rondwormensoort uit de familie van de Xyalidae. De wetenschappelijke naam van de soort is voor het eerst geldig gepubliceerd in 1915 door Steiner.